# Dogeza

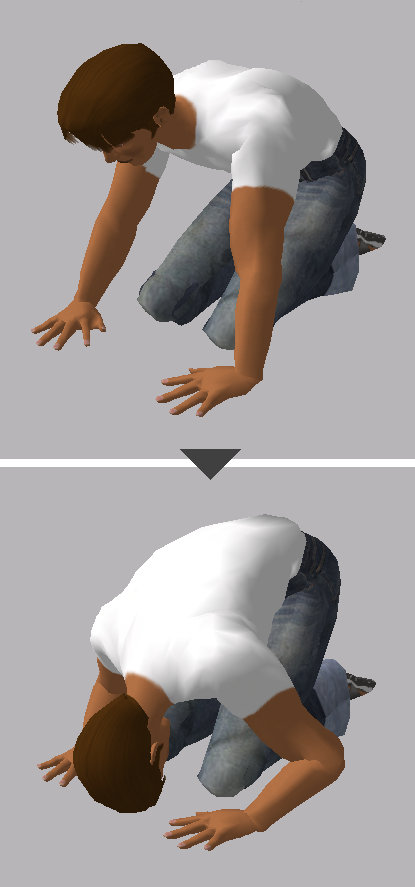
Deux positions utilisées en dogeza

Le dogeza (土下座) est un élément traditionnel de politesse dans la culture japonaise qui consiste à s'agenouiller directement sur le sol et à s'incliner pour se prosterner en touchant la tête au sol,,. Ce geste est utilisé pour montrer sa déférence à une personne de statut supérieur, présenter de profonds regrets ou encore pour exprimer une faveur envers cette personne. 
Le terme est utilisé dans la politique japonaise comme dogeza-gaikō (土下座外交)", qui se traduit par diplomatie kowtow ou politique étrangère kowtow,,. En général, dogeza se traduit par prosternation ou kowtow,.

## La signification de réaliser undogeza
Dans la conscience sociale japonaise, l'acte de s'agenouiller au sol et de créer une scène (dogeza) est une déférence peu commune utilisée uniquement lorsque l'on s'écarte fortement du comportement quotidien. Il est considéré comme faisant partie de l'étiquette et remplit le sentiment d'être désolé d'avoir dérangé l'autre personne. En effectuant un dogeza et des excuses à quelqu'un, son interlocuteur aurait tendance à lui pardonner.

## Histoire

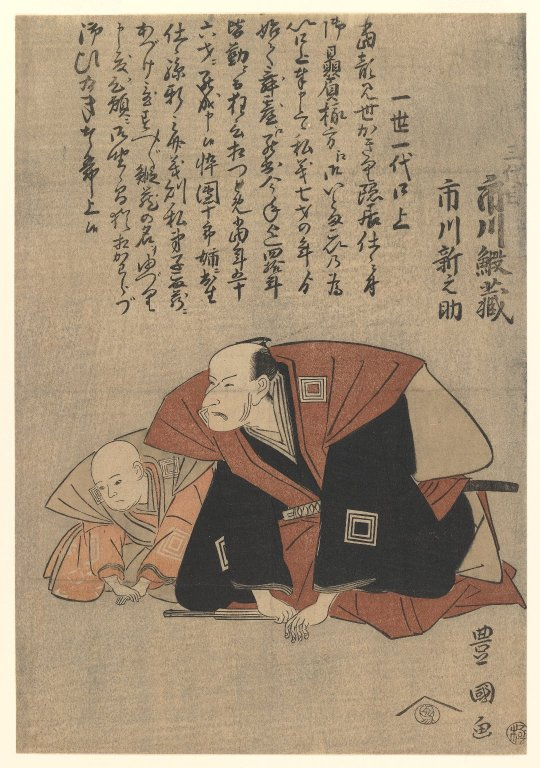
Deux acteurs kabuki (Ichikawa Ebizō III et Ichikawa Danjūrō VII) effectuant le dogeza, gravure sur bois de Toyokuni c. 1800.

Dans le Wajinden (en), plus ancien récit chinois de rencontres avec les Japonais, il a été mentionné que les roturiers de l'ancien Yamataikoku se prosternaient lorsqu'ils rencontraient des nobles le long de la route, en frappant dans leurs mains comme pour une prière (柏手, kashiwade). On pense aujourd'hui qu'il s'agit d'une ancienne coutume japonaise.
Des haniwa de la période Kofun ont été retrouvé dans une position de prosternation en dogeza.
Au début de la période moderne, populairement lors du passage du daimyō, on pensait à tort qu'il était obligatoire pour les habitants présents de réaliser le dogeza. Il était en fait normal pour les gens ordinaires d'effectuer le dogeza lorsqu'ils étaient interrogés par les personnes de statut supérieur.
Même aujourd'hui, en tant que méthode d'autoprotection et d'excuses dans laquelle l'atteinte à l'image est négligée, cette idée de sentiment de honte reste fermement ancrée.